# بنییوپ
بِنییوپ (به اسپانیایی: Benillup) دهستانی در استان آلیکانتهٔ اسپانیا است.
در این دهستان ۱۰۲ نفر زندگی می‌کنند. مساحت این دهستان ۳٫۴۲ کیلومتر مربع است.